# Lista över fornlämningar i Växjö kommun (Tävelsås)
Lista över fornlämningar i Växjö kommun (Tävelsås) är en förteckning av ett urval av de fornlämningar som finns i Tävelsås i Växjö kommun.
| Namn                              | Lämningstyp                 | Tillkomsttid | Historisk indelning | Plats | Läge                 | ID-nr          | Bild                                 |
| --------------------------------- | --------------------------- | ------------ | ------------------- | ----- | -------------------- | -------------- | ------------------------------------ |
| Tofta kyrkogård (Tävelsås 7:1)    | Begravningsplats            |              | Tävelsås, Småland   |       | 56.762828, 14.773757 | 10076300070001 | Ladda upp en bild av detta fornminne |
| Tofta kyrkogård (Tävelsås 7:2)    | Kyrka/kapell                |              | Tävelsås, Småland   |       | 56.762833, 14.773749 | 10076300070002 | Ladda upp en bild av detta fornminne |
| Tävelsås 13:1                     | Stenkammargrav              |              | Tävelsås, Småland   |       | 56.780308, 14.789972 | 10076300130001 | Ladda upp en bild av detta fornminne |
| Tävelsås 14:1                     | Stenkammargrav              |              | Tävelsås, Småland   |       | 56.785996, 14.786154 | 10076300140001 | Ladda upp en bild av detta fornminne |
| Tävelsås 15:1                     | Stensättning                |              | Tävelsås, Småland   |       | 56.760735, 14.769380 | 10076300150001 | Ladda upp en bild av detta fornminne |
| Tävelsås 15:2                     | Stensättning                |              | Tävelsås, Småland   |       | 56.760635, 14.769275 | 10076300150002 | Ladda upp en bild av detta fornminne |
| Humlekull (Tävelsås 16:1)         | Gravfält                    |              | Tävelsås, Småland   |       | 56.749320, 14.779502 | 10076300160001 | Ladda upp en bild av detta fornminne |
| Kung Alles borg (Tävelsås 17:1)   | Borg                        |              | Tävelsås, Småland   |       | 56.748697, 14.753061 | 10076300170001 | Ladda upp en bild av detta fornminne |
| Tävelsås 18:1                     | Röse                        |              | Tävelsås, Småland   |       | 56.746841, 14.753821 | 10076300180001 | Ladda upp en bild av detta fornminne |
| Jättastenen (Tävelsås 20:1)       | Grav markerad av sten/block |              | Tävelsås, Småland   |       | 56.732457, 14.812432 | 10076300200001 | Ladda upp en bild av detta fornminne |
| Tävelsås 21:1                     | Röse                        |              | Tävelsås, Småland   |       | 56.728418, 14.832299 | 10076300210001 | Ladda upp en bild av detta fornminne |
| Tävelsås 22:1                     | Stenkammargrav              |              | Tävelsås, Småland   |       | 56.731325, 14.831345 | 10076300220001 | Ladda upp en bild av detta fornminne |
| Tävelsås 23:1                     | Stenkammargrav              |              | Tävelsås, Småland   |       | 56.730519, 14.833984 | 10076300230001 | Ladda upp en bild av detta fornminne |
| Tävelsås 24:1                     | Röse                        |              | Tävelsås, Småland   |       | 56.732616, 14.818459 | 10076300240001 | Ladda upp en bild av detta fornminne |
| Tävelsås 25:1                     | Stenkammargrav              |              | Tävelsås, Småland   |       | 56.724680, 14.829215 | 10076300250001 | Ladda upp en bild av detta fornminne |
| Tävelsås 28:1                     | Stenkammargrav              |              | Tävelsås, Småland   |       | 56.725359, 14.829513 | 10076300280001 | Ladda upp en bild av detta fornminne |
| Tävelsås 28:2                     | Stensättning                |              | Tävelsås, Småland   |       | 56.725403, 14.828685 | 10076300280002 | Ladda upp en bild av detta fornminne |
| Tävelsås 30:1                     | Stenkrets                   |              | Tävelsås, Småland   |       | 56.739154, 14.814731 | 10076300300001 | Ladda upp en bild av detta fornminne |
| Grodan (Tävelsås 31:1)            | Hällristning                |              | Tävelsås, Småland   |       | 56.739220, 14.813635 | 10076300310001 | Ladda upp en bild av detta fornminne |
| Tävelsås 32:1                     | Röse                        |              | Tävelsås, Småland   |       | 56.742472, 14.830631 | 10076300320001 | Ladda upp en bild av detta fornminne |
| Tävelsås 33:1                     | Röse                        |              | Tävelsås, Småland   |       | 56.744571, 14.829814 | 10076300330001 | Ladda upp en bild av detta fornminne |
| Tävelsås 34:1                     | Röse                        |              | Tävelsås, Småland   |       | 56.748700, 14.829717 | 10076300340001 | Ladda upp en bild av detta fornminne |
| Tävelsås 35:1                     | Stenkammargrav              |              | Tävelsås, Småland   |       | 56.732185, 14.835577 | 10076300350001 | Ladda upp en bild av detta fornminne |
| Aspekullen (Tävelsås 36:1)        | Stenkammargrav              |              | Tävelsås, Småland   |       | 56.741038, 14.822918 | 10076300360001 | Ladda upp en bild av detta fornminne |
| Hjärtnerör (Tävelsås 37:1)        | Röse                        |              | Tävelsås, Småland   |       | 56.739749, 14.830498 | 10076300370001 | Ladda upp en bild av detta fornminne |
| Gulpna rör (nr 1) (Tävelsås 38:1) | Röse                        |              | Tävelsås, Småland   |       | 56.745534, 14.824356 | 10076300380001 | Ladda upp en bild av detta fornminne |
| Gulpna rör (nr 1) (Tävelsås 38:2) | Stensättning                |              | Tävelsås, Småland   |       | 56.745574, 14.824185 | 10076300380002 | Ladda upp en bild av detta fornminne |
| Tävelsås 39:1                     | Stenkammargrav              |              | Tävelsås, Småland   |       | 56.745394, 14.822907 | 10076300390001 | Ladda upp en bild av detta fornminne |
| Tävelsås 40:1                     | Stensättning                |              | Tävelsås, Småland   |       | 56.743932, 14.845134 | 10076300400001 | Ladda upp en bild av detta fornminne |
| Bosafällan (Tävelsås 41:1)        | Röse                        |              | Tävelsås, Småland   |       | 56.746096, 14.830347 | 10076300410001 | Ladda upp en bild av detta fornminne |
| Tävelsås 42:1                     | Gravfält                    |              | Tävelsås, Småland   |       | 56.780958, 14.833094 | 10076300420001 | Ladda upp en bild av detta fornminne |
| Tävelsås 43:1                     | Röse                        |              | Tävelsås, Småland   |       | 56.782546, 14.823037 | 10076300430001 | Ladda upp en bild av detta fornminne |
| Tävelsås 46:1                     | Hällristning                |              | Tävelsås, Småland   |       | 56.780192, 14.779641 | 10076300460001 | Ladda upp en bild av detta fornminne |
| Tävelsås 47:1                     | Stensättning                |              | Tävelsås, Småland   |       | 56.783123, 14.779556 | 10076300470001 | Ladda upp en bild av detta fornminne |
| Tävelsås 48:1                     | Hällristning                |              | Tävelsås, Småland   |       | 56.767959, 14.773920 | 10076300480001 | Ladda upp en bild av detta fornminne |
| Tävelsås 49:1                     | Hällristning                |              | Tävelsås, Småland   |       | 56.770849, 14.767453 | 10076300490001 | Ladda upp en bild av detta fornminne |
| Tävelsås 50:1                     | Hällristning                |              | Tävelsås, Småland   |       | 56.739563, 14.817406 | 10076300500001 | Ladda upp en bild av detta fornminne |
| Tävelsås 53:1                     | Hällristning                |              | Tävelsås, Småland   |       | 56.733492, 14.757681 | 10076300530001 | Ladda upp en bild av detta fornminne |
| Tävelsås 53:2                     | Hällristning                |              | Tävelsås, Småland   |       | 56.733577, 14.757678 | 10076300530002 | Ladda upp en bild av detta fornminne |
| Tävelsås 55:1                     | Hällristning                |              | Tävelsås, Småland   |       | 56.737557, 14.807409 | 10076300550001 | Ladda upp en bild av detta fornminne |
| Tävelsås 56:1                     | Hällristning                |              | Tävelsås, Småland   |       | 56.775973, 14.772958 | 10076300560001 | Ladda upp en bild av detta fornminne |
| Tävelsås 57:1                     | Hällristning                |              | Tävelsås, Småland   |       | 56.775254, 14.771904 | 10076300570001 | Ladda upp en bild av detta fornminne |
| Tävelsås 57:2                     | Hällristning                |              | Tävelsås, Småland   |       | 56.775376, 14.771710 | 10076300570002 | Ladda upp en bild av detta fornminne |
| Tävelsås 57:3                     | Hällristning                |              | Tävelsås, Småland   |       | 56.775561, 14.771675 | 10076300570003 | Ladda upp en bild av detta fornminne |
| Tävelsås 72:1                     | Stensättning                |              | Tävelsås, Småland   |       | 56.727167, 14.831556 | 10076300720001 | Ladda upp en bild av detta fornminne |
| Tävelsås 72:2                     | Stensättning                |              | Tävelsås, Småland   |       | 56.727067, 14.831514 | 10076300720002 | Ladda upp en bild av detta fornminne |
| Tävelsås 73:1                     | Hällristning                |              | Tävelsås, Småland   |       | 56.730891, 14.818554 | 10076300730001 | Ladda upp en bild av detta fornminne |
| Tävelsås 76:1                     | Stensättning                |              | Tävelsås, Småland   |       | 56.732191, 14.802516 | 10076300760001 | Ladda upp en bild av detta fornminne |
| Tävelsås 76:2                     | Hällristning                |              | Tävelsås, Småland   |       | 56.732022, 14.802552 | 10076300760002 | Ladda upp en bild av detta fornminne |
| Tävelsås 78:1                     | Stensättning                |              | Tävelsås, Småland   |       | 56.731076, 14.781286 | 10076300780001 | Ladda upp en bild av detta fornminne |
| Tävelsås 79:1                     | Hällristning                |              | Tävelsås, Småland   |       | 56.742781, 14.829178 | 10076300790001 | Ladda upp en bild av detta fornminne |
| Tävelsås 86:1                     | Stensättning                |              | Tävelsås, Småland   |       | 56.776001, 14.859076 | 10076300860001 | Ladda upp en bild av detta fornminne |
| Tävelsås 96:1                     | Stensättning                |              | Tävelsås, Småland   |       | 56.788169, 14.810837 | 10076300960001 | Ladda upp en bild av detta fornminne |
| Tävelsås 100:1                    | Gravfält                    |              | Tävelsås, Småland   |       | 56.731483, 14.797553 | 10076301000001 | Ladda upp en bild av detta fornminne |
| Nycklarör (Tävelsås 101:1)        | Röse                        |              | Tävelsås, Småland   |       | 56.766990, 14.814814 | 10076301010001 | Ladda upp en bild av detta fornminne |
| Tävelsås 102:1                    | Gravfält                    |              | Tävelsås, Småland   |       | 56.763613, 14.822940 | 10076301020001 | Ladda upp en bild av detta fornminne |
| Träröret (Tävelsås 103:1)         | Stensättning                |              | Tävelsås, Småland   |       | 56.763073, 14.824964 | 10076301030001 | Ladda upp en bild av detta fornminne |
| Träröret (Tävelsås 103:2)         | Röse                        |              | Tävelsås, Småland   |       | 56.763304, 14.825044 | 10076301030002 | Ladda upp en bild av detta fornminne |
| Tävelsås 104:1                    | Röse                        |              | Tävelsås, Småland   |       | 56.761186, 14.828034 | 10076301040001 | Ladda upp en bild av detta fornminne |
| Håleröret (Tävelsås 105:1)        | Röse                        |              | Tävelsås, Småland   |       | 56.760189, 14.828976 | 10076301050001 | Ladda upp en bild av detta fornminne |
| Bosarör (Tävelsås 106:1)          | Röse                        |              | Tävelsås, Småland   |       | 56.757687, 14.822744 | 10076301060001 | Ladda upp en bild av detta fornminne |
| Tävelsås 107:1                    | Grav markerad av sten/block |              | Tävelsås, Småland   |       | 56.775501, 14.826735 | 10076301070001 | Ladda upp en bild av detta fornminne |
| Tävelsås 109:1                    | Stenkammargrav              |              | Tävelsås, Småland   |       | 56.770469, 14.787211 | 10076301090001 | Ladda upp en bild av detta fornminne |
| Tävelsås 111:1                    | Hög                         |              | Tävelsås, Småland   |       | 56.816976, 14.828914 | 10076301110001 | Ladda upp en bild av detta fornminne |
| Tävelsås 114:1                    | Röse                        |              | Tävelsås, Småland   |       | 56.761187, 14.844289 | 10076301140001 | Ladda upp en bild av detta fornminne |
| Sielfröret (Tävelsås 115:1)       | Röse                        |              | Tävelsås, Småland   |       | 56.813143, 14.832340 | 10076301150001 | Ladda upp en bild av detta fornminne |
| Tävelsås 116:1                    | Stensättning                |              | Tävelsås, Småland   |       | 56.810351, 14.857399 | 10076301160001 | Ladda upp en bild av detta fornminne |
| Tävelsås 116:2                    | Röse                        |              | Tävelsås, Småland   |       | 56.810063, 14.857528 | 10076301160002 | Ladda upp en bild av detta fornminne |
| Tävelsås 117:1                    | Stensättning                |              | Tävelsås, Småland   |       | 56.810150, 14.854893 | 10076301170001 | Ladda upp en bild av detta fornminne |
| Tävelsås 118:1                    | Stensättning                |              | Tävelsås, Småland   |       | 56.796676, 14.835338 | 10076301180001 | Ladda upp en bild av detta fornminne |
| Tävelsås 118:2                    | Stensättning                |              | Tävelsås, Småland   |       | 56.796532, 14.835320 | 10076301180002 | Ladda upp en bild av detta fornminne |
| Tävelsås 119:1                    | Stenkammargrav              |              | Tävelsås, Småland   |       | 56.757670, 14.773336 | 10076301190001 | Ladda upp en bild av detta fornminne |
| Tävelsås 119:2                    | Hällristning                |              | Tävelsås, Småland   |       | 56.757670, 14.773336 | 10076301190002 | Ladda upp en bild av detta fornminne |
| Tävelsås 120:1                    | Gravfält                    |              | Tävelsås, Småland   |       | 56.759066, 14.767465 | 10076301200001 | Ladda upp en bild av detta fornminne |
| Tävelsås 121:1                    | Röse                        |              | Tävelsås, Småland   |       | 56.797911, 14.836901 | 10076301210001 | Ladda upp en bild av detta fornminne |
| Tävelsås 122:1                    | Röse                        |              | Tävelsås, Småland   |       | 56.778645, 14.835506 | 10076301220001 | Ladda upp en bild av detta fornminne |
| Tävelsås 126:1                    | Röse                        |              | Tävelsås, Småland   |       | 56.730251, 14.812590 | 10076301260001 | Ladda upp en bild av detta fornminne |
| Tävelsås 129:1                    | Stensättning                |              | Tävelsås, Småland   |       | 56.731351, 14.795787 | 10076301290001 | Ladda upp en bild av detta fornminne |
| Tävelsås 134:1                    | Hällristning                |              | Tävelsås, Småland   |       | 56.778475, 14.798704 | 10076301340001 | Ladda upp en bild av detta fornminne |
| Tävelsås 137:1                    | Stensättning                |              | Tävelsås, Småland   |       | 56.826143, 14.828301 | 10076301370001 | Ladda upp en bild av detta fornminne |
| Tävelsås 139:1                    | Gravfält                    |              | Tävelsås, Småland   |       | 56.783512, 14.833011 | 10076301390001 | Ladda upp en bild av detta fornminne |
| Tävelsås 153:1                    | Röse                        |              | Tävelsås, Småland   |       | 56.774889, 14.773194 | 10076301530001 | Ladda upp en bild av detta fornminne |
| Tävelsås 157:1                    | Röse                        |              | Tävelsås, Småland   |       | 56.811959, 14.839305 | 10076301570001 | Ladda upp en bild av detta fornminne |
| Tävelsås 179                      | Gravfält                    |              | Tävelsås, Småland   |       | 56.768686, 14.817862 | 12000000018886 | Ladda upp en bild av detta fornminne |
| Tävelsås 183                      | Stensättning                |              | Tävelsås, Småland   |       | 56.758690, 14.789015 | 12000000018892 | Ladda upp en bild av detta fornminne |
| Tävelsås 188                      | Hällristning                |              | Tävelsås, Småland   |       | 56.763986, 14.791067 | 12000000018897 | Ladda upp en bild av detta fornminne |
| Tävelsås 199                      | Hällristning                |              | Tävelsås, Småland   |       | 56.750096, 14.779477 | 12000000018982 | Ladda upp en bild av detta fornminne |
| Tävelsås 201                      | Stenkammargrav              |              | Tävelsås, Småland   |       | 56.746176, 14.779084 | 12000000018985 | Ladda upp en bild av detta fornminne |
| Tävelsås 259                      | Gravfält                    |              | Tävelsås, Småland   |       | 56.738963, 14.797126 | 12000000019355 | Ladda upp en bild av detta fornminne |
| Tävelsås 265                      | Hällristning                |              | Tävelsås, Småland   |       | 56.737811, 14.807452 | 12000000019363 | Ladda upp en bild av detta fornminne |
| Tävelsås 285                      | Stenkammargrav              |              | Tävelsås, Småland   |       | 56.727331, 14.826337 | 12000000019517 | Ladda upp en bild av detta fornminne |
| Tävelsås 298                      | Stenkammargrav              |              | Tävelsås, Småland   |       | 56.729230, 14.795210 | 12000000019532 | Ladda upp en bild av detta fornminne |
| Tävelsås 304                      | Stensättning                |              | Tävelsås, Småland   |       | 56.728140, 14.803280 | 12000000019540 | Ladda upp en bild av detta fornminne |
| Tävelsås 306                      | Röse                        |              | Tävelsås, Småland   |       | 56.771392, 14.825494 | 12000000019616 | Ladda upp en bild av detta fornminne |
| Tävelsås 333                      | Stensättning                |              | Tävelsås, Småland   |       | 56.791483, 14.822190 | 12000000089942 | Ladda upp en bild av detta fornminne |
| Tävelsås 339                      | Stensättning                |              | Tävelsås, Småland   |       | 56.783328, 14.808396 | 12000000089952 | Ladda upp en bild av detta fornminne |
| Tävelsås 350                      | Röse                        |              | Tävelsås, Småland   |       | 56.788325, 14.811870 | 12000000090019 | Ladda upp en bild av detta fornminne |